# Ype Staak
Ype Ulbes Staak (Sneek, 19 maart 1717 - aldaar, 12 mei 1808) was een Nederlands glasschilder, kunstschilder, bouwmeester en burgemeester. Hij had samen met zijn broer Jurjen (1720-1747) een glasschildersatelier. Van 1759 tot 1762 was hij ook bouwmeester. In de jaren 1782-1785, 1787-1790 en 1792-1795 was hij burgemeester van Sneek.

## Werken

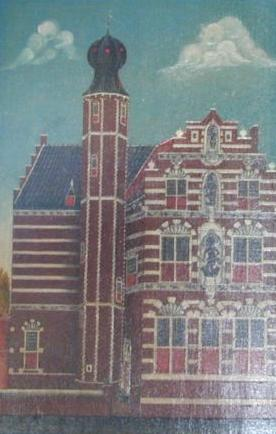
Het Hooghuis

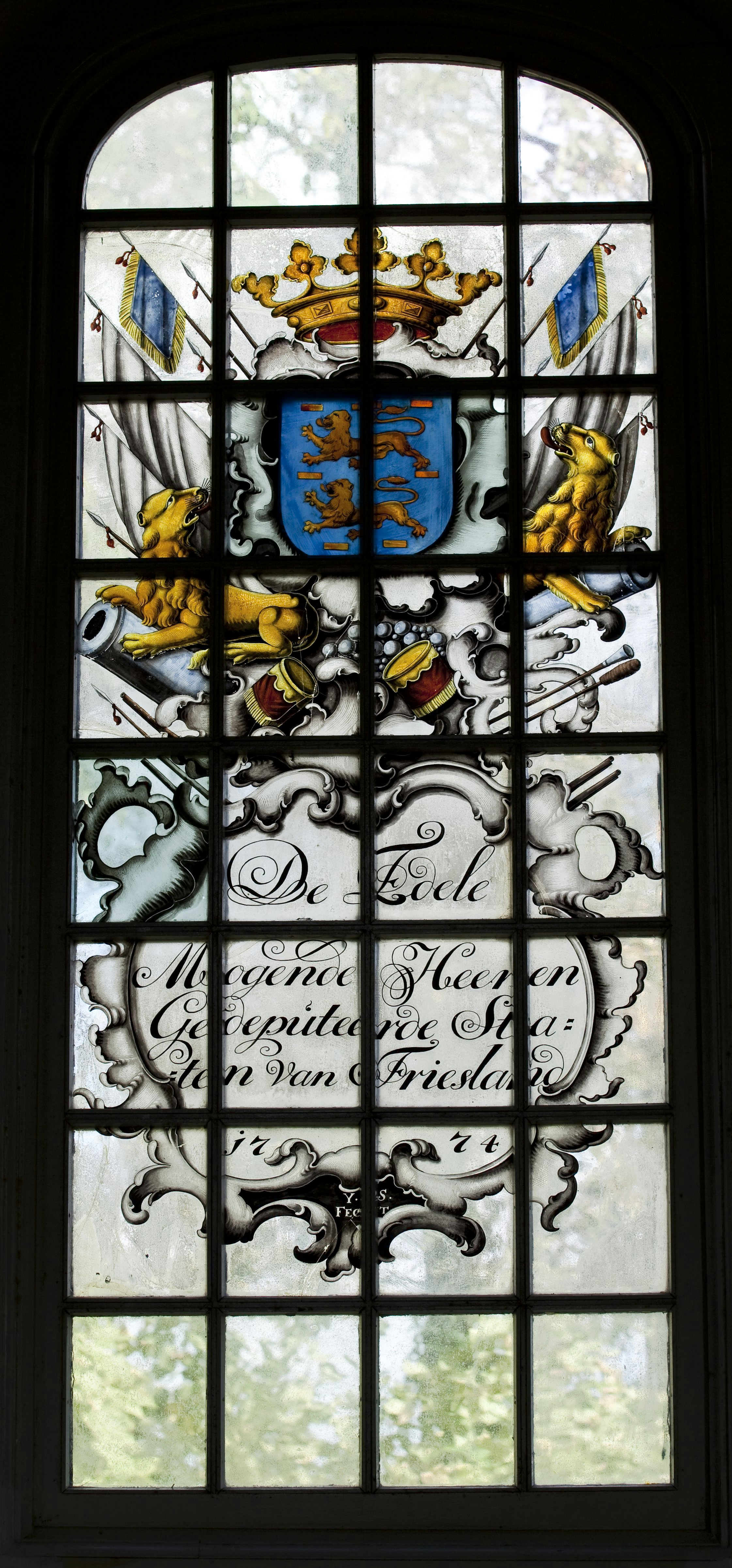
Idaard
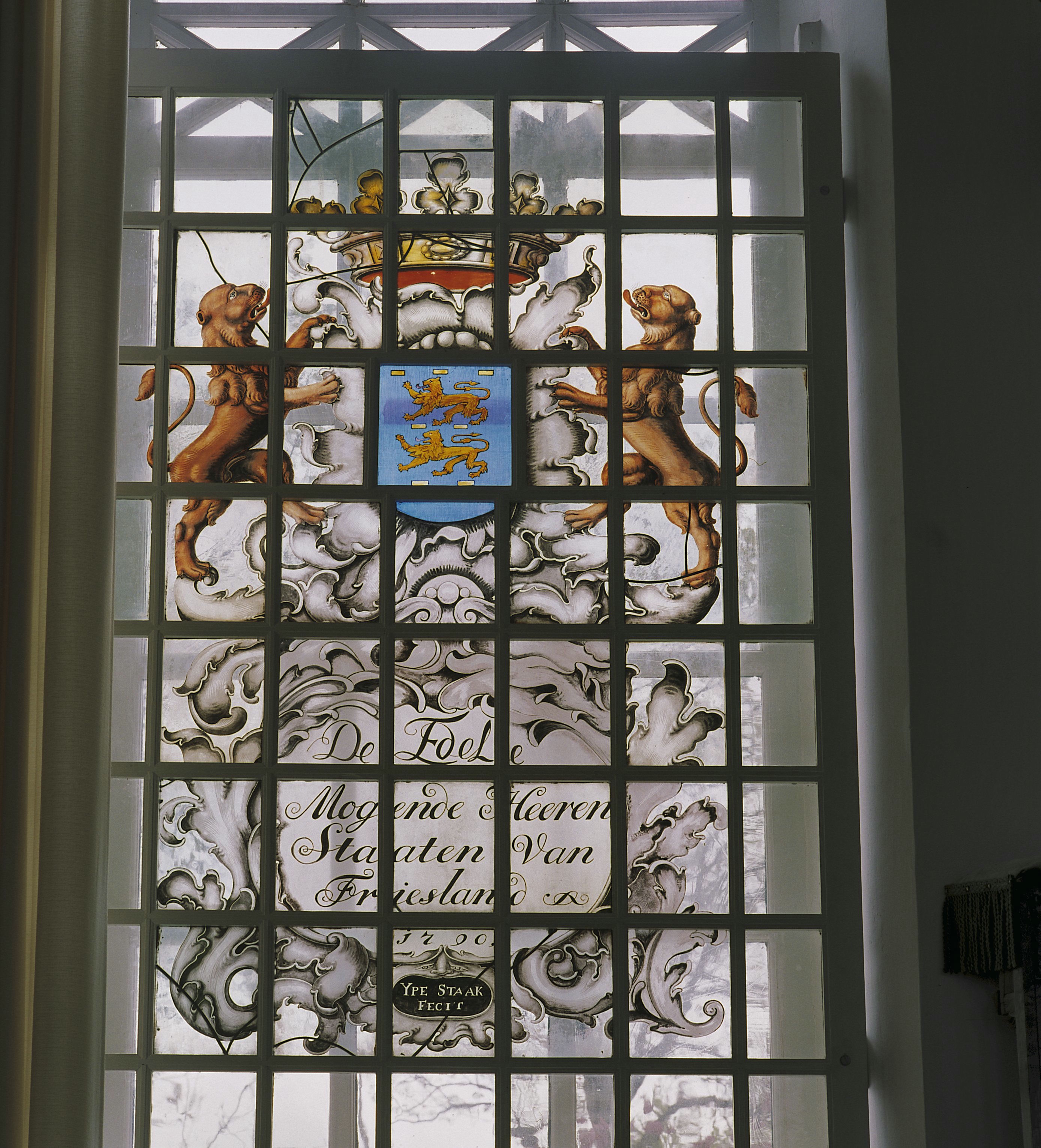
Oudemirdum
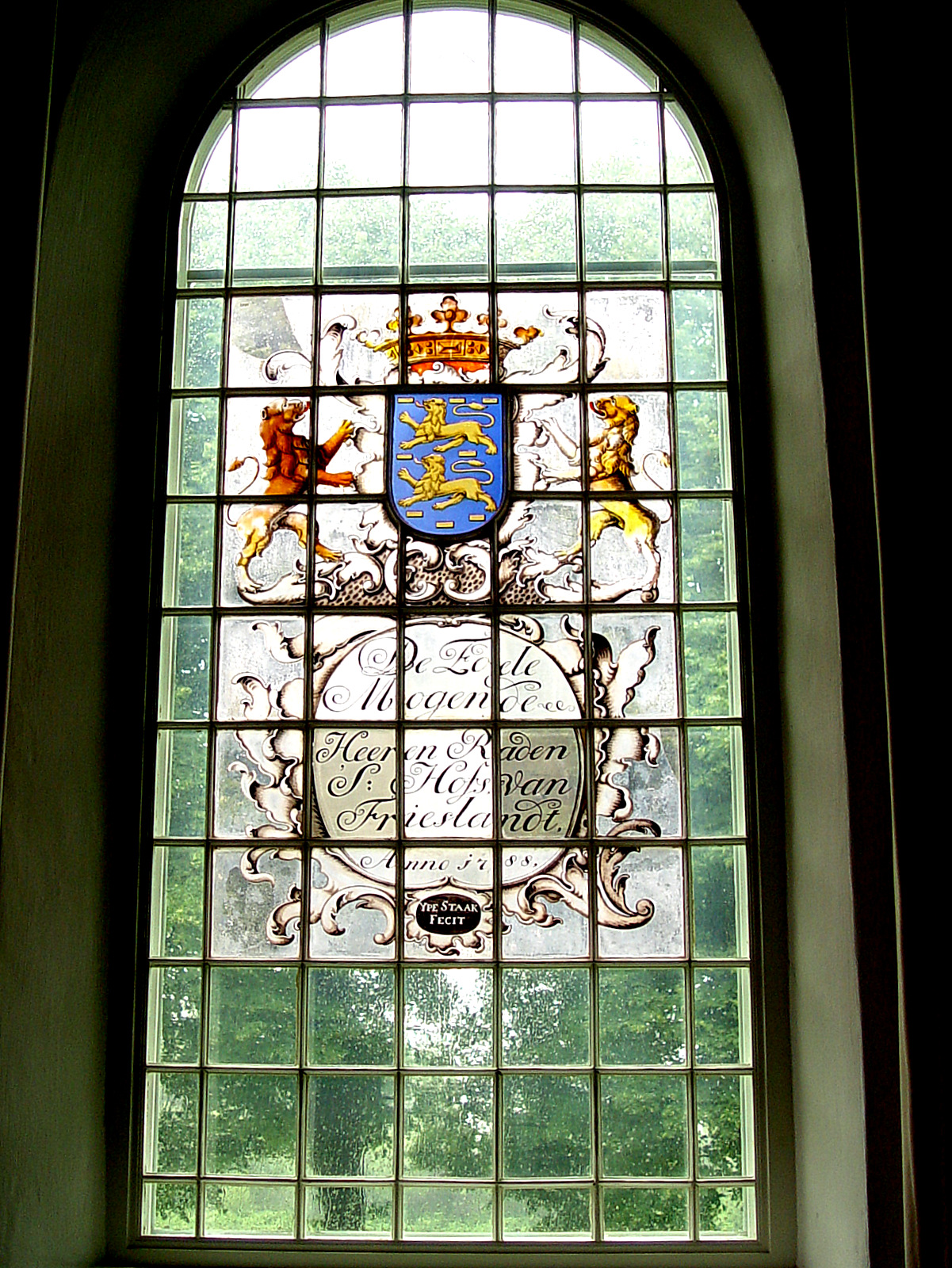
Scherpenzeel

Schilderijen in het Fries Scheepvaart Museum:
- Voorstelling van Het Hooghuis
- Schilderijen met de Waterpoort van Sneek
- Voorstelling van de verloochening van Jezus  door Petrus.

Gebrandschilderd glas in de kerken:
- Antoniuskerk (Surhuizum) (1734), drie ramen
- Grote Kerk (Drachten) (1743), vier ramen (drie door Jurjen en één door Ype)
- Kerk van Engwierum (1746), twee ramen
- Ankertsjerke te Oudega (1756), twee ramen
- Kerk van Goingarijp (1770)
- Dorpskerk (Suameer) (1771), zes ramen
- Gertrudiskerk (Idaard) (1774), zes ramen
- Protestantse kerk (Scherpenzeel) (1788), vier ramen
- Hervormde kerk (Wartena) (1789)
- Hervormde kerk (Oudemirdum) (1790), vier ramen (waarvan er in 1879 drie werden vernield)

- Idaard
- Oudemirdum
- Scherpenzeel